# Phyllonorycter ledella
Espèce
Synonymes
- Lithocolletis ledella

Phyllonorycter ledella est une espèce nord-américaine de lépidoptères (papillons) de la famille des Gracillariidae.

## Description
L'imago a une envergure de 9 à 10 mm.

## Répartition
On trouve Phyllonorycter ledella au Québec et en Californie. L'espèce est classée en danger d'extinction dans le Connecticut.

## Écologie
Les chenilles consomment les plantes de l'espèce Rhododendron columbianum (en). Elles minent les feuilles de leur plante hôte. La mine a la forme d'une tache sur la face supérieure de la feuille, couvrant parfois toute la surface de la feuille.